# Vjekoslav Klaić

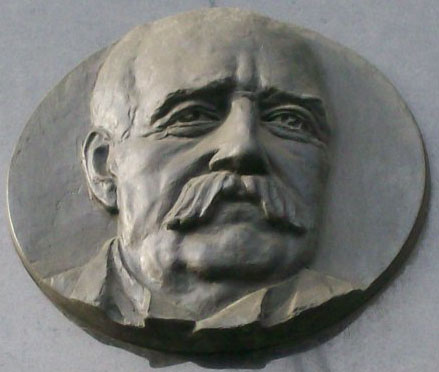
Vjekoslav Klaić, minnestavla i Zagreb

Vjekoslav Klaić, född 28 juli 1849 i Garčin, Slavonien, död 1 juli 1928 i Zagreb, var en kroatisk historiker. 
Klaić var 1883–93 docent i Balkanhalvöns geografi vid Zagrebs universitet och blev 1893 professor i historia där. Efter pensioneringen 1922 fungerade han som arkivarie i Jugoslaviska akademien för vetenskap och konst.
Bland Klaićs många lärda arbeten märks Bosna, Zemljopis (Bosniens geografi, 1878), Opis zemalja, u kojih stanuju Hrvati (Beskrivning på länder, där kroater bor, 1880-83), Poviest Bosne do propasti kraljevstva (Bosniens historia till kungarikets undergång, 1882; tysk översättning 1885), Slavonija od X. do XIII stoljeća (1882, tysk översättning 1883) och Poviest Hrvata I (Kroaternas historia, 1898).